# Robert L. Mills

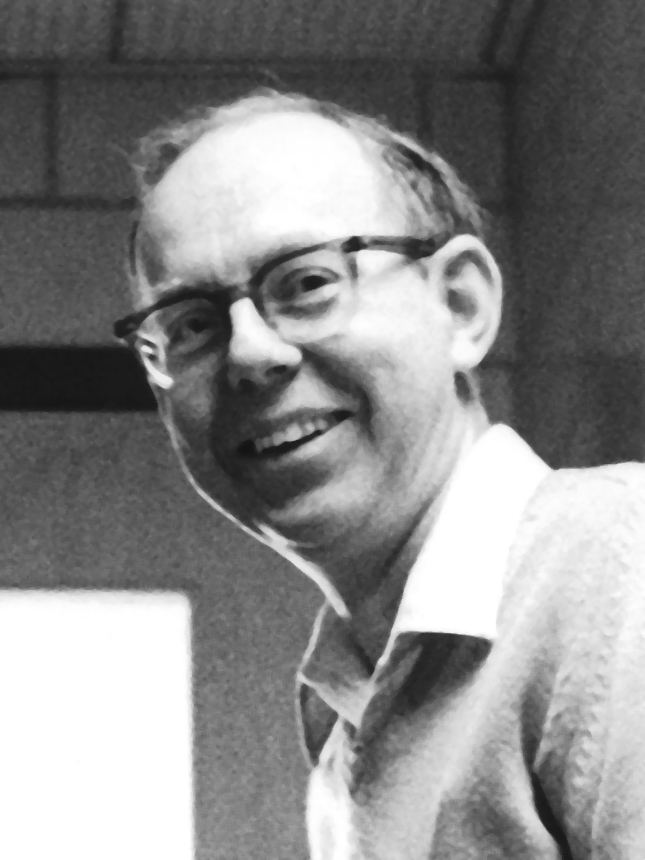
Robert L. Mills

Robert Laurence Mills (* 15. April 1927 in Englewood, New Jersey; † 27. Oktober 1999) war ein US-amerikanischer Physiker, der sich unter anderem auf die Quantenfeldtheorie spezialisierte.

## Leben und Wirken
Mills besuchte 1944 bis 1948 die Columbia University, während er gleichzeitig bei der Küstenwache Dienst tat. 1948 gewann er den angesehenen William Lowell Putnam Competition. Ebenso zeichnete er sich beim weiteren Studium in Cambridge in den Tripos aus. Dort machte er seinen Master-Abschluss und promovierte dann 1955 bei Norman Kroll an der Columbia University. 1956 war er am Institute for Advanced Study. Von 1956 bis zu seiner Emeritierung 1995 war er Professor für Physik an der Ohio State University.
Zusammen mit Chen Ning Yang schlug er 1954 am Brookhaven National Laboratory eine Theorie zur Beschreibung der starken Wechselwirkung vor, die sogenannte Yang-Mills-Theorie. Dafür bekamen sie 1980 den Rumford-Preis von der Amerikanischen Akademie der Künste und Wissenschaften verliehen.